# José Ildefonso Álvarez de Arenales
José Ildefonso Álvarez de Arenales (Cochabamba, Alto Perú, 1798 - Buenos Aires, 1862) fue un ingeniero, militar y político hispano argentino de origen altoperuano, que participó en la campaña de independencia del Perú, en la Campaña de Rosas al Desierto y en algunas de las guerras civiles argentinas.

## Biografía
Hijo del después general Juan Antonio Álvarez de Arenales, se educó en la ciudad de Salta, educación que completó en la escuela militar de matemáticas de Buenos Aires. 
A fines de 1819 se incorporó al Ejército de los Andes en Chile y participó en la expedición auxiliadora al Perú, como ayudante de órdenes del general José de San Martín. Como oficial de artillería de la división al mando de su padre participó en la primera campaña a la Sierra del Perú bajo el mando de su padre – en la que tomó parte en la Batalla de Pasco – así como en la segunda campaña de la Sierra.
Regresó a Salta con su padre en 1823, y participó con él en la campaña al Alto Perú del año 1825.
Fue diputado al Congreso General de 1824 reunido en la capital y participó en la sanción de la Constitución Argentina de 1826. Ese mismo año pasó al ejército de la Banda Oriental, para participar en la Guerra del Brasil, pero poco después fue nombrado comandante militar del Puerto de Ensenada. Prestó auxilios al almirante Guillermo Brown durante el Combate de Monte Santiago.
En 1828 rehusó apoyar la revolución de Juan Lavalle contra el gobernador Manuel Dorrego, lo que le valió la estima de los federales; cuando éstos regresaron al gobierno bajo la dirección de Juan Manuel de Rosas, fue ascendido al grado de teniente coronel.
En 1832 escribió una reseña llamada Segunda Campaña a la Sierra del Perú en 1821, que resultó un testimonio histórico valioso para conocer los detalles de esa campaña casi desconocida de la guerra de la independencia, refutando las opiniones del general William Millar, que culpaba del fracaso en la misma al general Arenales.
En 1833 participó en la Campaña de Rosas al Desierto, durante la cual levantó muchos planos topográficos e hidrográficos. Fue jefe del departamento topográfico de la provincia de Buenos Aires entre 1834 y 1852. Participó en la campaña de 1837 contra el presidente de la Confederación Perú-Boliviana, Andrés de Santa Cruz, a órdenes del general Alejandro Heredia. Tras la muerte de este regresó a Buenos Aires. Fue uno de los responsables de levantar el importante campamento militar de Santos Lugares y llegó al grado de coronel.
Confeccionó un mapa general del ex virreinato del Río de la Plata y otro, más detallado, del Alto Perú. Publicó unas Noticias históricas y descriptivas sobre el Chaco y Bermejo con observaciones relativas a un plan de colonización, y también un Diccionario Geográfico de Chile, Perú y el Río de la Plata, que nunca fue publicado.
Cuando se produjo la Batalla de Caseros formó parte de los cuerpos de inválidos, que guarnecieron la capital, ya que había perdido por completo el oído. Fue dado de baja del ejército porteño, pero reincorporado a fines de ese año, por haber apoyado la revolución del 11 de septiembre de 1852. Participó en la defensa de la ciudad durante el Sitio de Buenos Aires. Poco después de la finalización del Sitio fue propuesto para el ascenso al grado de general, pero rechazó el ascenso en términos firmes.
Falleció en la ciudad de Buenos Aires en 1862. Sus restos descansan en el Panteón de los Ciudadanos Meritorios del Cementerio de la Recoleta.